# Bokrošské slanisko
Bokrošské slanisko je přírodní rezervace v katastrálním území obce Iža v okrese Komárno v Nitranském kraji na Slovensku. Území bylo vyhlášeno v roce 1988 a jeho rozloha je 14,06 hektaru. Předmětem ochrany je zbytek slanisek Podunajeské nížiny s řídkou slanomilnou vegetací, který je jedním z nejsevernějších výběžků maďarských pust.